# The Way I Am (album Any Johnsson)
The Way I Am – płyta Any Johnsson wydana w kwietniu 2004 roku.

## Lista utworów
1. "We Are" – 3:57
2. "Don't Cry for Pain" – 3:48
3. "The Way I Am" – 3:32
4. "I'm Stupid" – 3:48
5. "Life" – 3:08
6. "6 Feet Under" – 3:45
7. "Coz I Can" – 3:03
8. "Crest of the Wave" – 4:50
9. "L.A." – 3:44
10. "Now It's Gone" – 3:43
11. "Here I Go Again" – 3:27